# William Taylor Adams
 William Taylor Adams  (Medway, Massachusetts, 1822 — 1897 )

## Vida
Foi um escritor norte-americano, autor (com o pseudónimo de Oliver Optic) de mais de uma centena de volumes de romances juvenis publicados em séries: The Boat Club, Young América Abroad, The Starry Flag, Onward and Up-ward, Great Western, Riverdale Story Books, Woodville Séries e The Yacht Club.